# Raabs an der Thaya
Raabs an der Thaya – miasto w Austrii, w kraju związkowym Dolna Austria, w powiecie Waidhofen an der Thaya. Leży nad Dyją. Liczy 2 704 mieszkańców (1 stycznia 2014).
Pod miastem występuje zjawisko konfluencji, tzw. źródłoujścia. Miejsce to jest uznawane równocześnie za źródło rzeki Dyi, jak i ujście rzek:
- Mährische Thaya (czes. Moravská Dyje, ), dł. 68,2 km, pow. dorzecza 630 km², źródło na wys. 682 m n.p.m., 4 km na południowy wschód od Třešť, w Czechach, w kraju Wysoczyna pomiędzy wsiami Panenská Rozsíčka a Stajiště.
- Deutsche Thaya (czes. Rakouská Dyje), dł. 75,8 km, źródło na wys. 657 m n.p.m., 2 km na południowy wschód od Schweiggers, w pobliżu miejscowości Schwarzenbach.

Nad miejscowością góruje średniowieczny zamek Raabs (niem. Burg Raabs).